# HRU
HRU er en forkortelse af Hærens Reaktionsstyrkeuddannelse, er en 8 måneder lang, lønnet overbygning som man kan tage umiddelbart efter sin værnepligt/Hærens Basisuddannelse (HBU). HRU-forløbet har til formål at uddanne professionelle soldater, med henblik på udsendelse til internationale missioner, for øjeblikket (2013) er Afghanistan (ISAF). Afhængigt af hvor man skal sendes hen, og hvilket regiment man vælger, varierer uddannelsen lidt, men er i det store og hele den samme. Danmark har konstant cirka, 200 i Libanon og 700 i Afghanistan. Det primære formål er at agere fredskabende styrke, dog er man fredsbevarende i Libanon, da situationen der er roligere i forhold til Afghanistan. En HRU-uddannelse med efterfølgende udsendelse vil tidsmæssigt se således ud. 
- HBU 4 måneder
- HRU 8 måneder
- International mission 6 måneder